# Wat Chai Watthanaram
Le Wat Chai Watthanaram (thaï : วัดไชยวัฒนาราม) est un des plus célèbres temples bouddhistes de la ville historique d'Ayutthaya, en Thaïlande. Il ne fait cependant pas partie des zones classées au patrimoine mondial de l'Humanité par l'Unesco. 
Premier temple érigé sous le règne de Prasat Thong, il fut construit en 1630 sur le modèle d'un temple d'Angkor en hommage à la mère du roi, ;cependant, le prince Damrong Rajanubhab pense que ce monument a été en réalité construit pour célébrer la victoire du royaume d'Ayutthaya sur Lawaek (Lovek ; Empire Khmer ; royaume du Cambodge). 

## Description
Situé sur la rive droite de la Chao Phraya, sa construction a probablement duré près de vingt ans.
Le cœur de ce temple bouddhiste est conformément à la tradition orienté sur un axe est-ouest : mais c'est ici un grand prang à l'ouest (et non un habituel haut stupa appelé aussi chedi ; reliquaire) associé à un grand ubosot long de près de 40 m à l'est (bot ; hall d'ordination, salle d'assemblée réservée uniquement aux religieux, c'est-à-dire aux bonzes et aux novices) (et non un habituel wihan principal).
Le grand prang central de 35 mètres de haut symbolise le mont Meru, axe du monde selon la cosmologie hindoue. Il est cerné de quatre prangs plus petits.  
Cet ensemble de cinq prangs est entouré d'une enceinte (Phra Rabiang ; "Cloître" ; Galerie) comportant huit chapelles en forme de chedis (stupas) (thaï: เมรุทิศ เมรุราย - Meru Thit Meru Rai). Cette galerie-portique était à l'origine couverte d'un toit de tuiles dont la charpente en bois reposait sur une double file de piliers et sur le mur extérieur. Le long du mur du temple se trouvent 120 statues de Bouddha assis (sans tête "Ong Bak"), probablement peintes à l'origine en noir et or. 

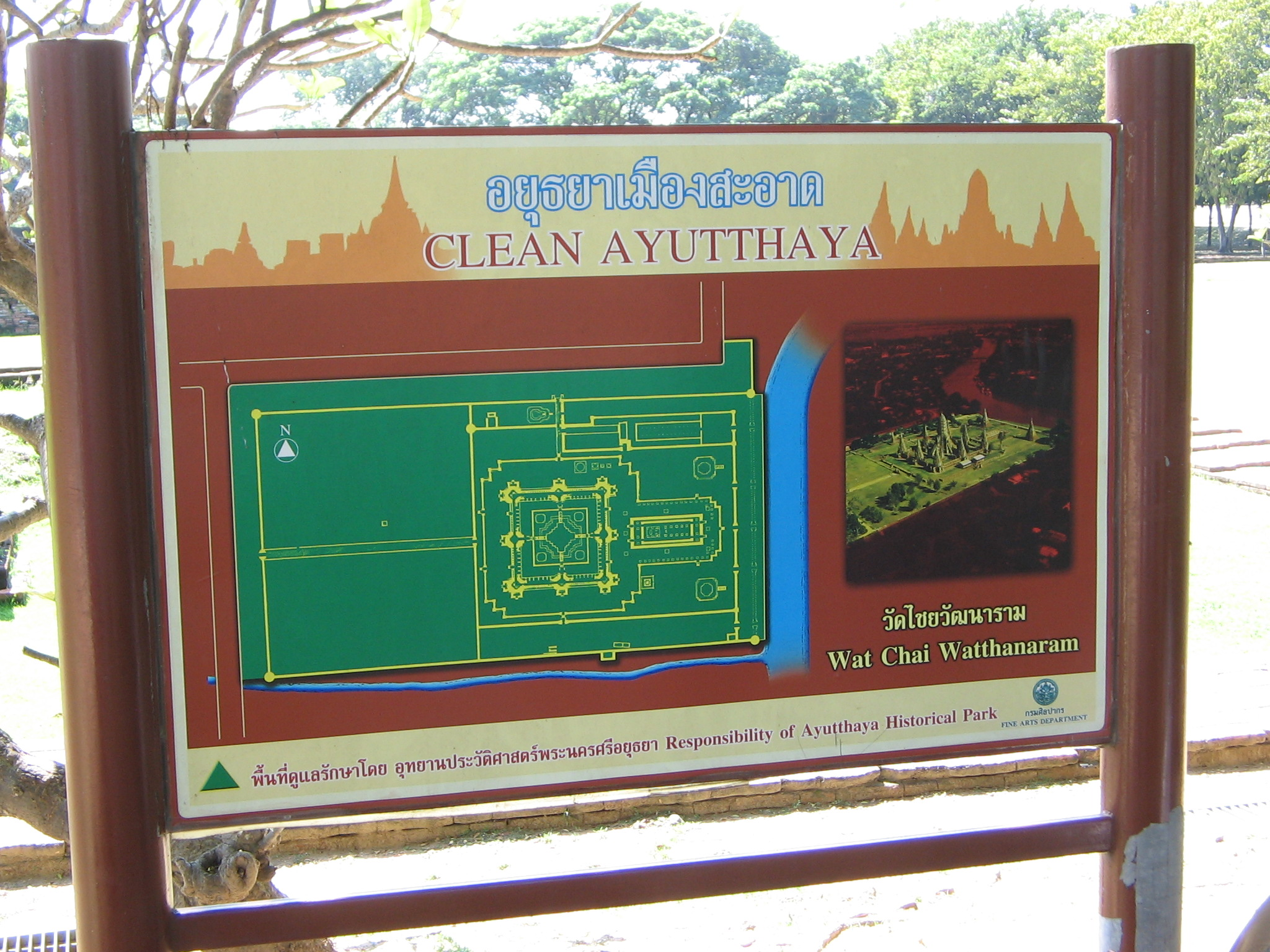
Plan

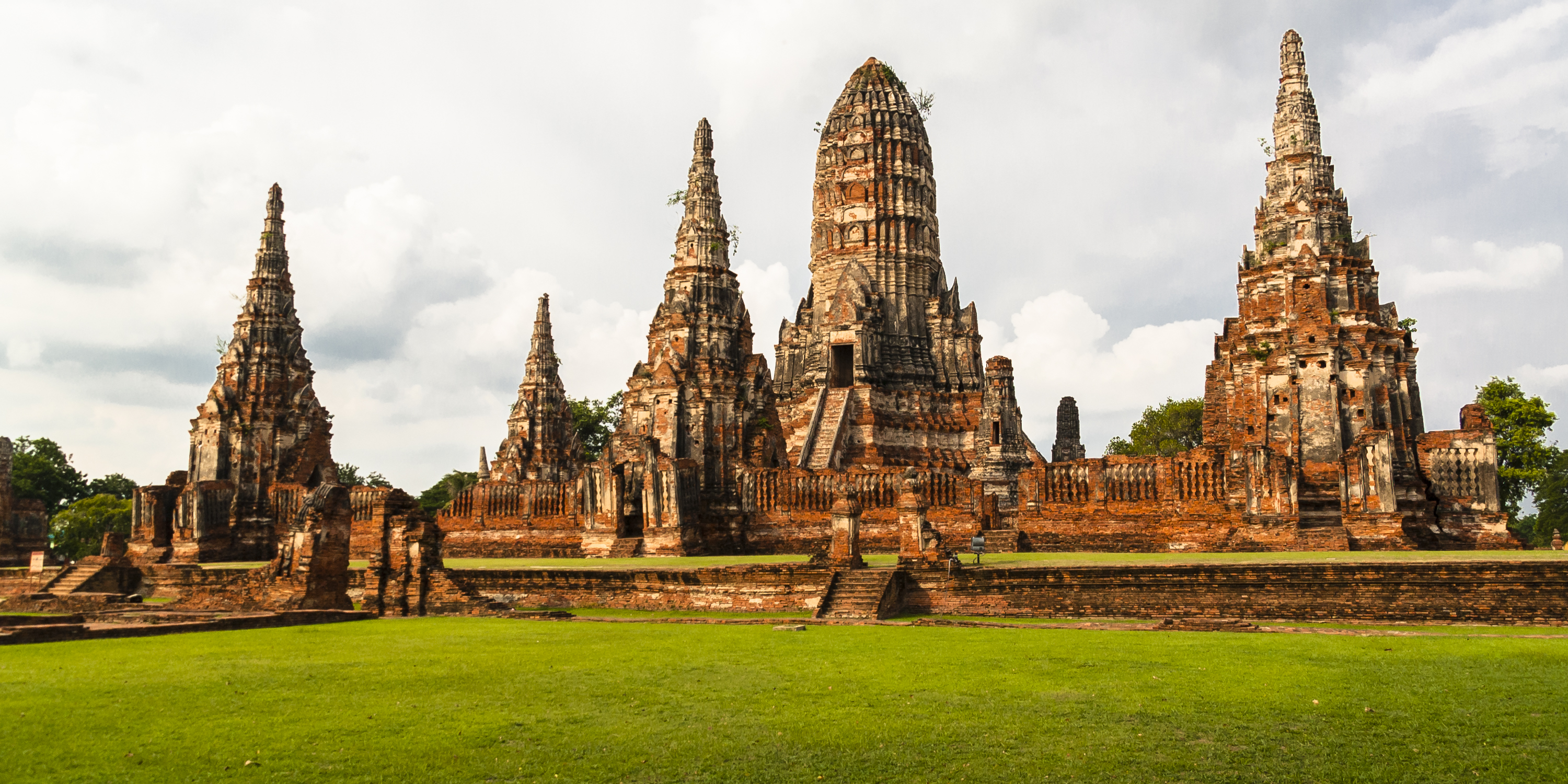
Vue ouest du Wat Chai Watthanaram.